# Emmy Meyer (Malerin)

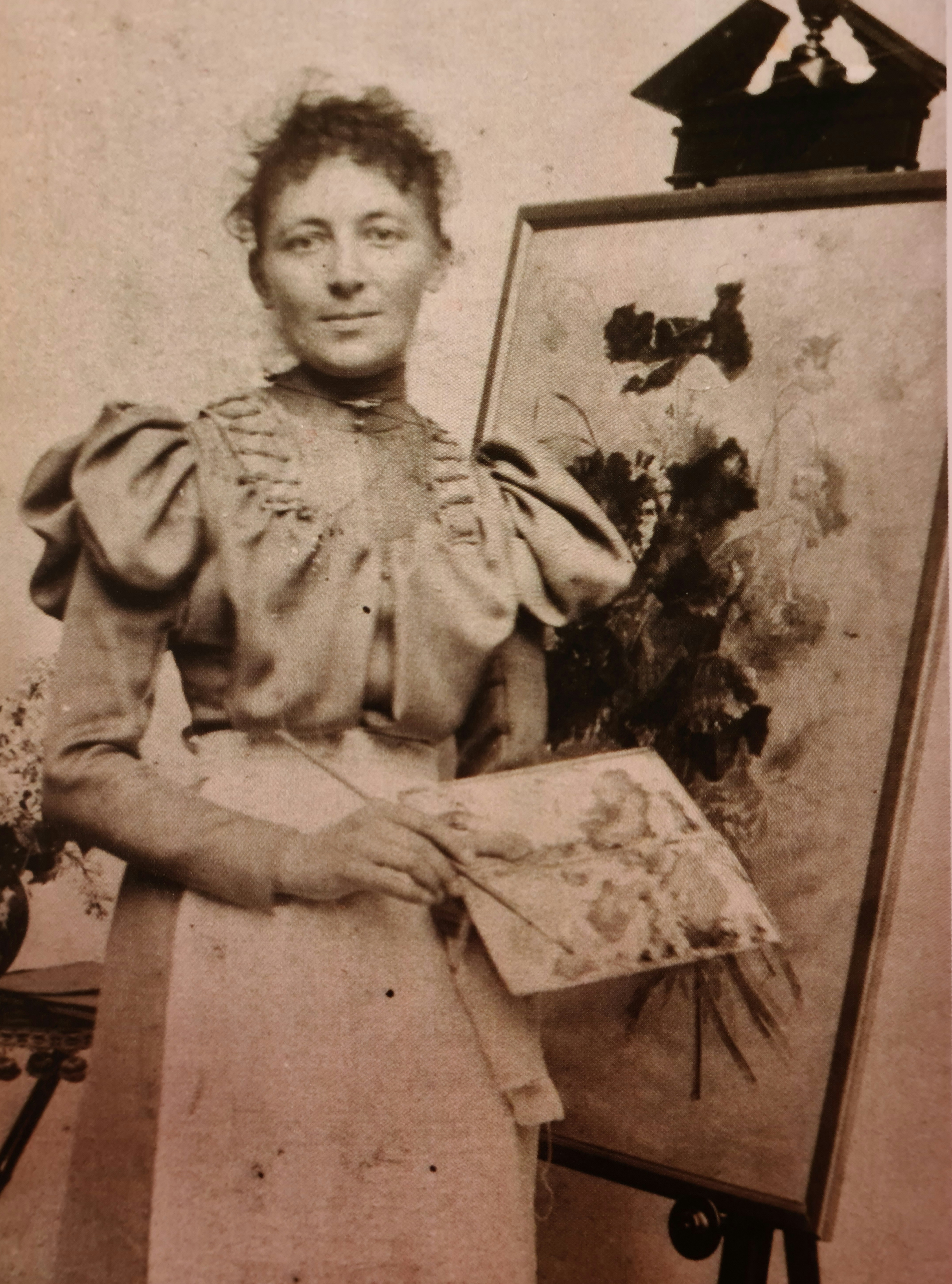
Emmy Meyer an der Staffelei, um 1900

Emmy Meyer, geboren als Marie Luise Helene Emilie Meyer (* 7. Februar 1866 in Hannover; † 30. Juni 1940 in Bremen), war eine deutsche Malerin. Sie gehörte zur ersten Generation der Künstlerkolonie Worpswede.

## Leben
Emmy Meyer wurde am 7. Februar 1866 in Hannover geboren. Ihr Vater war der selbständige Schneidermeister Heinrich Christian Friedrich Meyer. Ihre Mutter – Louise Walsen – kam aus Bad Rehburg. Aus dieser Ehe stammten drei weitere Kinder: Carl (geb. 1864), Elisabeth (geb. 1867) und Frieda (geb. 1871). Aus der ersten Ehe des Vaters mit der früh verstorbenen Louise Wahlmann (1825–1861) kamen sieben weitere Geschwister hinzu, von denen aber zwei als Kleinkinder starben. Emmy Meyers Mutter verstarb 1875, und sie und ihre Schwester Frieda kamen nach ihrem Schulabschluss in ein Pensionat nach Sondershausen in Thüringen. Nach Abschluss ihrer Pensionatszeit 1885 hielt sie sich für mehrere Monate bei ihrem Halbbruder Fritz (geb. 1858) in London auf und pflegte dann drei Jahre den Vater, der 1890 starb.
Ihre Ausbildung zur Malerin begann sie 1894 in der Malschule des Vereins der Berliner Künstlerinnen in Berlin (Schöneberger Ufer 71), wo sie 1896 erstmals der zehn Jahre jüngeren Paula Becker begegnete. Ihre Lehrer im Landschaftsfach waren Ludwig Dettmann, Max Uth und Philipp Franck. Im Porträtfach unterrichtete die in Schweden geborene Jeanna Bauck. 1899 folgte sie Paula Becker nach Worpswede. Während diese sich für Fritz Mackensen als Lehrer entschied, ging Emmy Meyer zu Otto Modersohn. Nach dem plötzlichen Tod von Modersohns Frau Helene im Jahr 1900 war Emmy Meyer tief enttäuscht und verletzt, als Otto Modersohn nicht mit ihr, sondern mit Paula Becker eine neue Verbindung einging. Die beiden heirateten am 25. Mai 1901.

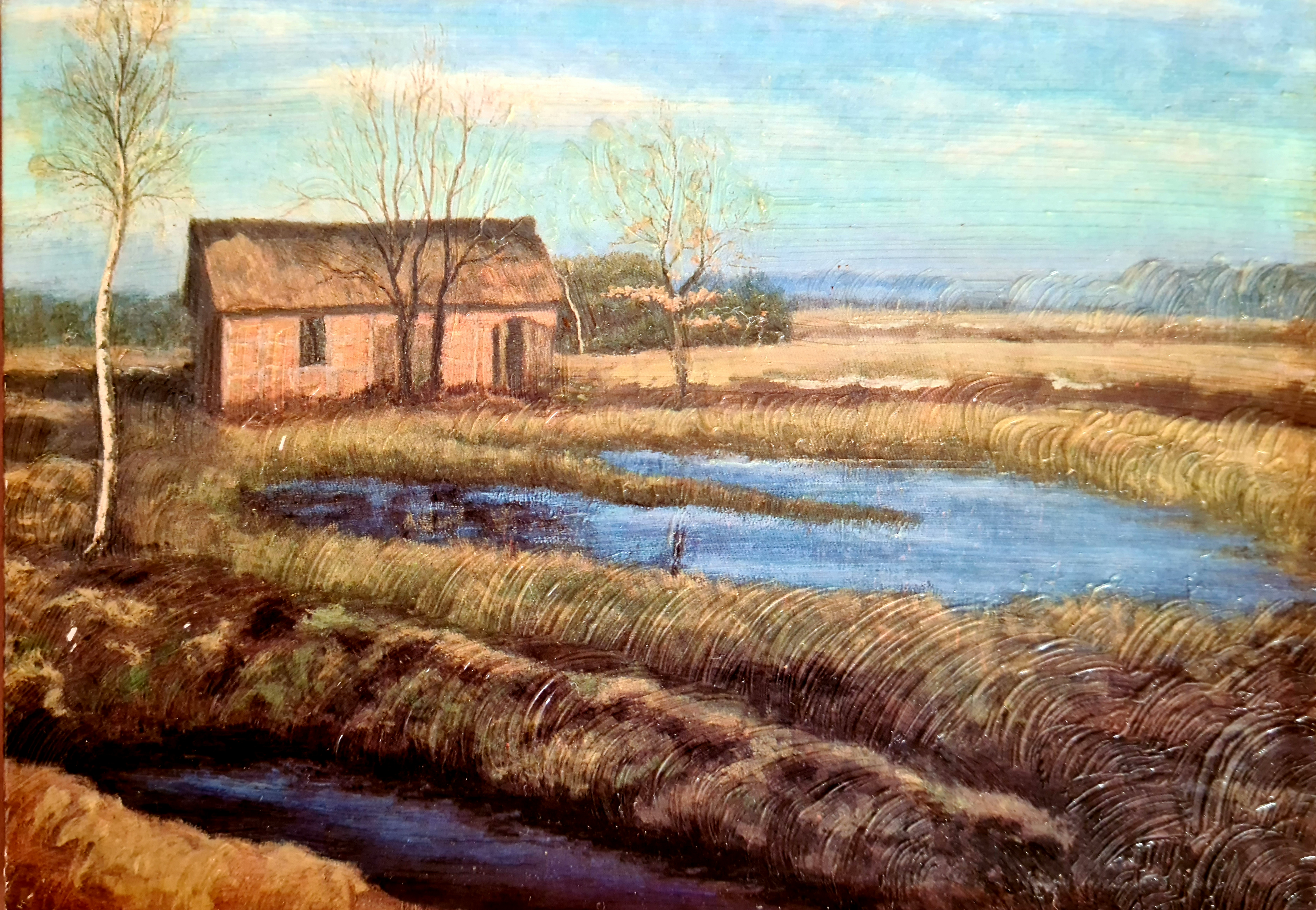
Vorfrühling im Moor, 1910

Dennoch wurde Emmy Meyer in Worpswede ansässig und baute sich das heute so genannte Rosa Haus in der damaligen Bergstraße 116. Ihren Lebensunterhalt verdiente sie unter anderem damit, dass sie eine Etage ihres Hauses gegen Kost und Logis vermietete. Zu den zeitweiligen Mitbewohnerinnen gehörten die Künstlerinnen Margarethe von Reinken, Lisel Oppel, Clara Rilke-Westhoff und kurzzeitig auch Rainer Maria Rilke. Um 1910 zog mit Maria Reimer eine erste Dauermieterin ein.

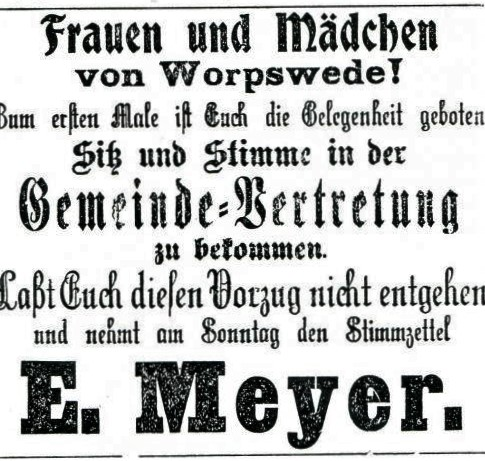
Anzeige von Emmy Meyer in der Worpsweder Zeitung vom 1. März 1919: Aufruf zur Ausübung des neu errungenen Frauenwahlrechts

In den Jahren vor dem Ersten Weltkrieg unternahm sie verschiedene Studienreisen, so nach München und an den Kochelsee, aber auch auf die Insel Sylt, und sie besuchte wiederholt die Künstlerkolonie auf Hiddensee. Mit ihren Geschwistern zusammen reiste sie außerdem nach England, Paris, nach Altaussee und ins Engadin.
Mit Beginn der Weimarer Republik begann Emmy Meyer sich politisch zu engagieren. Im Dezember 1918 lud sie mit Martha Vogeler zu einer Frauenversammlung in Worpswede ein, um für die Kommunalwahl im März 1919 eine reine Frauenliste aufzustellen. Emmy Meyer erhielt dann mit Abstand die meisten Stimmen und zog als einzige Frau in die Gemeindevertretung ein. Auch verbandspolitisch war sie aktiv, so im Bremer Künstlerbund und in der Allgemeinen Deutschen Kunstgenossenschaft.
In den Jahren der Weltwirtschaftskrise geriet auch Emmy Meyer zunehmend in wirtschaftliche Not, die sie auch nicht mehr mit den Mieteinnahmen – 1927 war Käte Remmer als neue Dauermieterin eingezogen – und gelegentlichen Verkäufen ihrer Werke lindern konnte. Sie beantragte deshalb sogar eine Spende aus dem Künstlerdank des Reichsministeriums für Volksaufklärung und Propaganda. Hinzu kamen gesundheitliche Probleme, die dazu führten, dass sie 1938 in die damalige Nervenheilanstalt Ellen im Bremer Stadtteil Osterholz eingewiesen wurde.
Emmy Meyer starb mit 74 Jahren am 30. Juni 1940 in Bremen. Beigesetzt wurde ihre Urne in der heute nicht mehr vorhandenen Grabstätte der Familie Meyer auf dem Stadtfriedhof Engesohde in Hannover.

## Werk
Emmy Meyer malte, den Gepflogenheiten der Impressionisten folgend, ihre Bilder ausschließlich vor der Natur. Dabei lag der Schwerpunkt eindeutig auf der Landschaftsmalerei und den klassischen Motiven der Worpsweder Künstlerkolonie. Bezeichnend für ihren Malstil ist der gemäßigte Impressionismus. Neben der Ölmalerei beschäftigte sich Emmy Meyer auch intensiv mit der Lithographie und der Radierung.

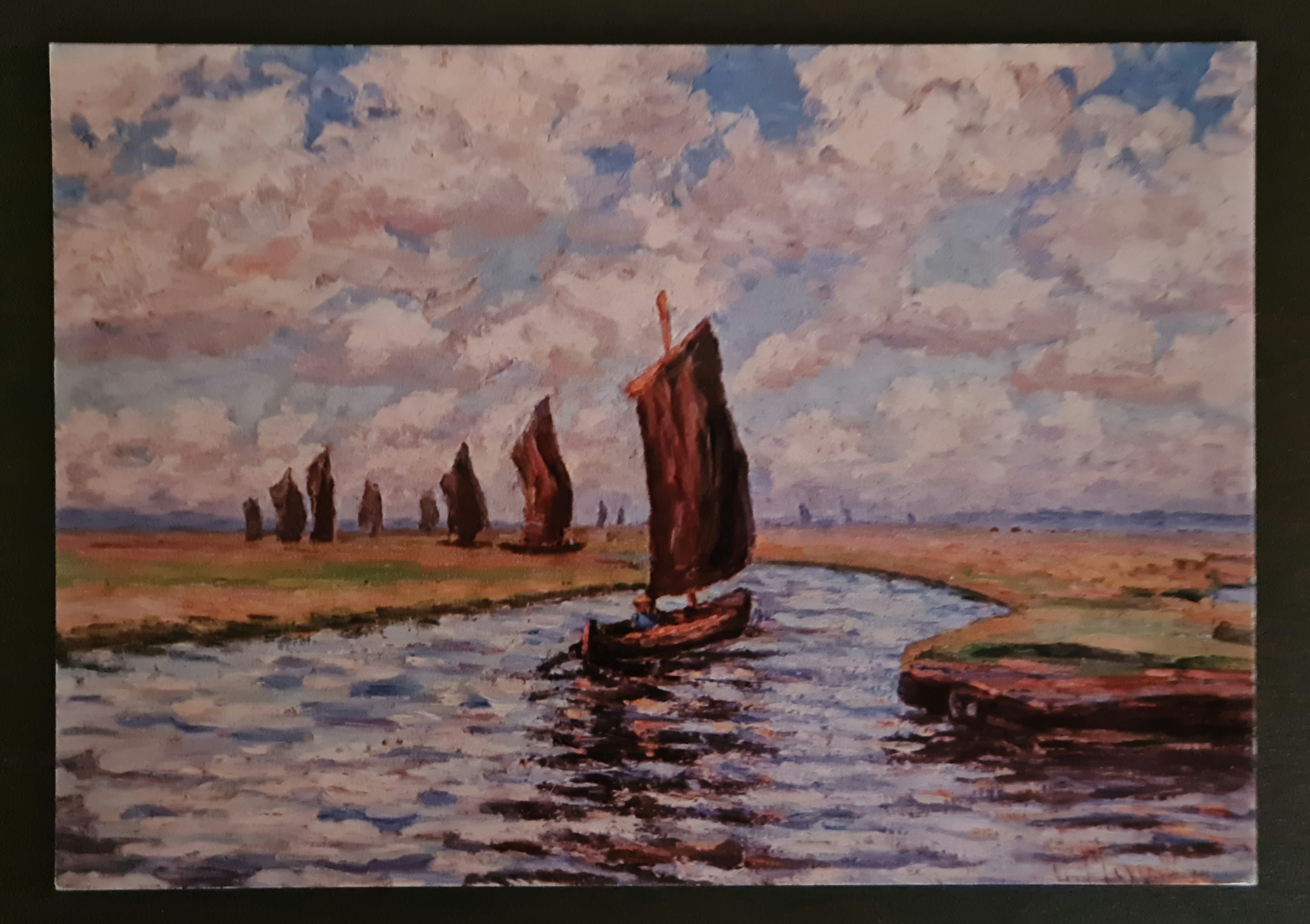
Torfkähne auf der Hamme, Postkarte von 1920

## Ausstellungen
- Belladonna (Kultur, Bildung und Wirtschaft für Frauen e.V.): Bremer „Malweiber“ um 1900 – zwischen Tradition und Moderne: Olga Cordes, Toni Elster, Anna Feldhusen, Emmy Meyer, Margret Padelt, Anna Plate und Margarethe von Reinken. Bremen 2003
- Kunstsammlung Neubrandenburg: Worpsweder Vielfalt zu Gast in Neubrandenburg. Neubrandenburg 2011
- Lilienthaler Kunststiftung, Lilienthal 2013

## Werke
- Bauernhaus auf Sylt, 1907, Öl auf Malpappe, Privatbesitz[14]
- Winter im Engadin, 1914, Öl auf Malpappe, Privatbesitz[15]
- Worpsweder Bauernhof, o. J., Worpsweder Kunsthalle[16]
- Herbstmorgen am Torfkanal, o. J., Worpsweder Kunsthalle[17]
- Hiddensee, o. J., Öl auf Malpappe[18]
- Worpswede im Herbst, 1917, Öl auf Leinwand Link zum Bild
- Blick vom Weyerberg, 1928, Galerie Panther[19]
- Sommer in Worpswede, 1930, Galerie Panther[20]
- Landstraße mit Birken und Heide, 1931, Öl auf Platte Link zum Bild